# Mont Ventoux Dénivelé Challenge
La Mont Ventoux Dénivelé Challenge és una competició ciclista francesa d'un sol dia que es disputa durant el mes de juny pels voltants del Ventor. La cursa és pensada per a bons escaladors, puix compta amb més de 4.000 metres de desnivell i el final està situat al capdamunt del Ventor. La cursa va ser creada el 2019, formant part del circuit de 'UCI Europa Tour amb una categoria 1.1. El 2023 passà al nivell superior, l'UCI ProSeries. El 2022 es va disputar un edició femenina.

## Palmarès masculí
| Any  | Vencedor                  | Segon                        | Tercer            |
| ---- | ------------------------- | ---------------------------- | ----------------- |
| 2019 | Jesús Herrada López       | Romain Bardet                | Rein Taaramäe     |
| 2020 | Aleksandr Vlàssov         | Richie Porte                 | Guillaume Martin  |
| 2021 | Miguel Ángel López Moreno | Óscar Rodríguez Garaicoechea | Enric Mas Nicolau |
| 2022 | Ruben Guerreiro           | Esteban Chaves Rubio         | Michael Storer    |
| 2023 | Lenny Martinez            | Michael Woods                | Simon Carr        |
| 2025 |                           |                              |                   |

## Palmarès femení
| Any  | Vencedor      | Segon            | Tercer      |         |
| ---- | ------------- | ---------------- | ----------- | ------- |
| 2022 | Marta Cavalli | Clara Koppenburg | Évita Muzic |         |
| 2023 | suspesa       | suspesa          | suspesa     | suspesa |